# Championnats d'Amérique du Sud juniors d'athlétisme 1997
Navigation
Championnats d'Amérique du Sud juniors 1996 Championnats d'Amérique du Sud juniors 1998
La 29e édition des Championnats d'Amérique du Sud juniors d'athlétisme s'est déroulée à San Carlos en Uruguay les 20 et 21 juin 1997.

## Résultats

### Hommes
| Épreuves              | Or                              | Or             | Argent                             | Argent         | Bronze                     | Bronze         |
| --------------------- | ------------------------------- | -------------- | ---------------------------------- | -------------- | -------------------------- | -------------- |
| 100 mètres            | Martín Cortese Argentine        | 11 s 03        | Heber Viera Uruguay                | 11 s 04        | Evandro Tristão Brésil     | 11 s 14        |
| 200 mètres            | Heber Viera Uruguay             | 21 s 57        | José Luis Herrera Colombie         | 21 s 80        | Daniel Toledo Brésil       | 21 s 81        |
| 400 mètres            | Damián Spector Argentine        | 47 s 80        | William Hernández Venezuela        | 48 s 52        | Vicente Erut Argentine     | 48 s 70        |
| 800 mètres            | John Chávez Colombie            | 1 min 54 s 97  | Glauco da Silva Brésil             | 1 min 55 s 52  | Carlos Márquez Venezuela   | 1 min 56 s 01  |
| 1 500 mètres          | Cristián Rosales Uruguay        | 3 min 52 s 13  | Juan Carlos de Bastos Argentine    | 3 min 52 s 14  | John Chávez Colombie       | 3 min 54 s 90  |
| 5 000 mètres          | Cristián Rosales Uruguay        | 14 min 23 s 32 | Edegar Lobo Brésil                 | 14 min 25 s 75 | Leonardo da Silva Brésil   | 14 min 40 s 15 |
| 10 000 mètres         | Lervis Arias Venezuela          | 30 min 24 s 20 | Jonathan Matos Brésil              | 30 min 32 s 04 | Gustavo Pereira Uruguay    | 31 min 15 s 78 |
| 3 000 mètres steeple  | Juan Carlos de Bastos Argentine | 9 min 05 s 93  | Sebastián González Cabot Argentine | 9 min 12 s 70  | Damião de Melo Brésil      | 9 min 16 s 06  |
| 110 mètres haies      | Rodrigo Palladino Brésil        | 14 s 59        | Paulo Villar Colombie              | 15 s 39        | Pablo Sandoval Chili       | 15 s 43        |
| 400 mètres haies      | Adriano Maia Brésil             | 53 s 01        | Robson dos Santos Brésil           | 53 s 46        | Paulo Villar Colombie      | 55 s 74        |
| Saut en hauteur       | Fabrício Romero Brésil          | 2,09 m         | Alfredo Deza Pérou                 | 2,06 m         | Wagner Príncipe Brésil     | 2,06 m         |
| Saut à la perche      | Cristian Aguirre Argentine      | 4,65 m         | Juan Maronese Argentine            | 4,60 m         | Gustavo Rehder Brésil      | 4,55 m         |
| Saut en longueur      | Pablo Quiroga Chili             | 7,15 m w       | Jefferson Lopes Brésil             | 7,02 m w       | Felipe Soto Colombie       | 7,01 m w       |
| Triple saut           | Jefferson Lopes Brésil          | 15,26 m        | Johnny Rodríguez Venezuela         | 14,98 m        | Alvin Rentería Colombie    | 14,84 m        |
| Lancer du poids       | Ronny Jiménez Venezuela         | 16,14 m        | Jhonny Rodríguez Colombie          | 16,02 m        | Andrés Calvo Argentine     | 15,84 m        |
| Lancer du disque      | Andrés Calvo Argentine          | 49,60 m        | Hernán Vázquez Argentine           | 48,68 m        | Julián Angulo Colombie     | 46,54 m        |
| Lancer du marteau     | Cristian Fernández Argentine    | 56,40 m        | Juan Palacios Argentine            | 52,02 m        | Luis Prieto Venezuela      | 46,68 m        |
| Lancer du javelot     | Edwin Cuesta Venezuela          | 6458 m         | Adriano Vitorino Brésil            | 62,84 m        | Philip Delard Chili        | 59,20 m        |
| Décathlon             | Édson Bindilatti Brésil         | 6 561 pts      | Santiago Lorenzo Argentine         | 6 508 pts      | Alejo Kerwitz Argentine    | 6 151 pts      |
| 10 km marche          | Román Criollo Équateur          | 44 min 20 s 95 | Geovanny Quinche Équateur          | 44 min 43 s 17 | Raomir Hernández Venezuela | 45 min 11 s 96 |
| Relais 4 × 100 mètres | Brésil                          | 41 s 70        | Argentine                          | 41 s 86        | Uruguay                    | 42 s 58        |
| Relais 4 × 400 mètres | Argentine                       | 3 min 13 s 29  | Brésil                             | 3 min 14 s 30  | Venezuela                  | 3 min 17 s 21  |